# Oenothera royfraseri
Oenothera royfraseri är en dunörtsväxtart som beskrevs av Gates. Oenothera royfraseri ingår i släktet nattljussläktet, och familjen dunörtsväxter. Inga underarter finns listade i Catalogue of Life.